# Kedungsumur (Pakuniran)
Kedungsumur is een bestuurslaag in het regentschap Probolinggo van de provincie Oost-Java, Indonesië. Kedungsumur telt 935 inwoners (volkstelling 2010).